# حزقيال باوتيستا باز
حزقيال باوتيستا باز (بالإسبانية: Juan Bautista Paz)‏ هو سياسي أرجنتيني، ولد في 1772 في سان ميغيل دي توكومان في الأرجنتين، وتوفي بنفس المكان في 1844. انتخب نائب برلماني ‏ وانتخب وزير وانتخب حاكم الدولة.